# Tin al-Sabil
Tin al-Sabil (tiếng Ả Rập: تين السبيل) là một ngôi làng Syria nằm ở phó huyện Ayn Halaqim ở huyện Masyaf, Hama. Theo Cục Thống kê Trung ương Syria (CBS), Tin al-Sabil có dân số 562 trong cuộc điều tra dân số năm 2004.